# KAVH
KAVH是澳門兩位二人男子組合歌手，成員有吳伽納(Vanus Ng)和羅嘉誠(Henry Lo)，兩人均是土生土長的澳門人。

## 簡介
「KAVH」這個組合的名稱是兩位成員名字組合在一起而產生；取兩人名字中的英文拼音「KA」，再加上兩人英文名的首字母，便產生出「KAVH」這個名字，此名同時也意喻著把兩者聲線融合在一起所拼湊出的奇妙化學作用。
伽納和嘉誠兩人都是參加歌唱比賽出身，及後他們曾以組合形式參加過很多本澳及內地的歌唱比賽，從此慢慢開始被本澳市民認識。在此之後，嘉誠獨自往香港發展及從事其音樂工作，並開始了歌曲的創作；而伽納則留在澳門作個人獨立發展，並先後推出了兩首個人單曲。
伽納亦於2008年和澳門四位著名歌手彭永琛、孫鳳明、盧榮儀及程文政舉辦音樂會，這音樂會得到了很大的成功，及後更推出了音樂專輯。後來他們經過各自在音樂路上的磨練與學習之後，這兩位戰友在2009年再度合作並組成了Kavh二人男子唱作組合走進澳門原創音樂這個圈子，在2009年以組合的形式正式推出首支單曲 Let me go，並獲得同年澳門第七屆澳廣視至愛新聽力頒獎音樂會的至愛歌曲獎項，以及於2010年第八屆澳廣視至愛新聽力頒獎音樂會憑藉男孩情路逸事再奪至愛歌曲的獎項，在2011年3月他們正式推出他們的首張唱片《LOVER》深受本地樂迷歡迎。

## 二人歌曲之作品
- 過愛
- 陌路人
- 情陷NOVEMBER
- 奏鳴曲
- Sunshine's My Life-澳門06成人宣誓日主題曲
- 相連-震災歌曲
- 煩人之家
- Let me go
- 男孩情路逸事
- Lover
- 那些天
- 年代-澳門文物大使協會主題曲

## 唱片
- 《情•人Lover》（EP）﹝2011年3月14日﹞白色情人節

1. Lover
2. Let Me Go
3. 男孩情路逸事
4. Lover Instrumental

## 獎項
- 澳門特別行政區愛基本法歌曲創作大賽-最佳演繹獎

- 澳門地區青少年卡拉ok歌唱大賽-冠軍

- 新口岸流行曲歌唱大賽精英組-銀獎

- 澳門大學原創歌曲創作大賽-銀獎

- 2009澳廣視第七屆至愛新聽力歌曲頒獎禮 - 至愛歌曲Let Me Go

- 2010澳廣視第八屆至愛新聽力歌曲頒獎禮 – 男孩情路逸事等等

## 演出

### 2004年
澳門培華中學第十屆歌唱比賽作表演嘉賓；
澳門本地電視劇首映禮合唱主題曲；

### 2005年
澳門祐漢慶回歸晚會表演嘉賓；
三盞燈美食嘉年華表演嘉賓；

### 2006年
擔任歌唱比賽的評判工作及表演嘉賓；
澳門2006成人宣誓日表演嘉賓；

### 2008年
《有為青年抗震救災音樂會》表演嘉賓；
擔任各歌唱比賽的評判工作及表演嘉賓；

### 2009年
參與澳門創作人協會年度創作項目回問的歌曲部分，演唱歌曲煩人之家；
澳門創作人協會年度創作項目回問唱片發佈演唱會, 並隨同回問的宣傳團隊赴香港、內地等地方作宣傳演出；
第七屆澳廣視至愛新聽力頒獎音樂會歌曲頒獎禮至愛歌曲 -  Let me go；
澳廣視主辦觀光塔<除夕倒數晚會>；擔任各歌唱比賽的評判工作及表演嘉賓；

### 2010年
第八屆澳廣視至愛新聽力頒獎音樂會歌曲頒獎禮至愛歌曲 -  <男孩情路逸事>；
擔任各歌唱比賽的評判工作及表演嘉賓；
第11屆校園之聲決賽表演嘉賓；
兩岸三地澳門之歌系列之歌歌唱比賽 〈澳門理工學院賽區決賽〉表演嘉賓；
食品安全週2010“認識食物保安康精明選購樂無憂”活動演唱；

### 2011年
澳廣視迎新春節目錄影－表演嘉賓；
澳門和記電訊傳媒春茗－表演嘉賓；
澳廣視《優客李林》節目錄影－嘉賓；
珠海市東方皇朝水療會所開幕表演嘉賓；

## 音樂會
<3+嚮往直往拉闊音樂會>；
澳廣視電視節目<又唱好舞台>之<Kavh音樂會>；
KAVH白色情人節新碟發佈會；
我城故事2之消失的光景音樂會
KAVH-終點站演唱會2015(文化中心)

## 外部連結
LOVER MTV （页面存档备份，存于）
KAVH FackBook（页面存档备份，存于）
KAVH 音樂分享 （页面存档备份，存于）